# Skodelica kave (Bojan Martinec)
Skodelica kave (COBISS) je zbirka kratke proze pisatelja Bojana Martinca, izšla je leta 2006 v Ljubljani pri založbi VED. Spremno besedo je napisal Matej Krajnc.

## O zbirki
Zbirko s podnaslovom Črtice in zgodbe … iz spomina, praspomina, sanj in domišljije sestavlja 17 kratkih proznih besedil.
Zgodbe in črtice ubesedujejo vsakdanje stvari, ki se marsikomu ne bi zdele vredne omembe. Pisatelj se ponekod ukvarja z zamolčanimi ali drugače predstavljenimi poglavji slovenske zgodovine. Z vračanjem v preteklost, sanje in spomin – na to nas opozarja že sam podnaslov – pa opisuje bežne trenutke, ki so tako ali drugače zaznamovali glavnega protagonista, hkrati pa se vsakdanji in navadni dogodki spremenijo v bizarne situacije, ki so polne fantazijskih, tragičnih, optimističnih in nenavadnih dejanj. 
V vlogi prvoosebnega pripovedovalca vedno nastopa moški, velikokrat pa je prisoten tudi tretjeosebni pripovedovalec.
Motivi in teme so prežeti z erotiko, fantazijo, ironijo, humorjem, bizarnostjo in nenavadnostjo, pogosto pa se dotikajo sanj, vračanja v preteklost, bolezni, smrti, ljubezni, kesanja in spominjanja. 
V zbirki nastopajo karakterno zelo različne osebe, vendar  so vsaka po svoje posebne, na prvi pogled bi lahko rekli, da celo malce čudne. Avtorjeva racionalnost in flegmatičnost jih dela drugačne, njihova ujetost v trenutku, ki je lahko čisto splošna ali pa na drugi strani zelo nenavadna, pa jim ustvarja probleme, ki so velikokrat rešeni na komičen način, vendar tragičnega konca ne moremo izključiti, saj se lahko nek dogodek hitro prelevi v nepričakovan in žalosten zaključek.

## Obnove zgodb

### Direktor
(približno 2200 besed)
Direktor majhnega tekstilnega obrata, v katerem so izdelovali moško in žensko spodnje perilo, je na oddelku za izdelovanje kombinež sklical sestanek zaradi kritičnega stanja in upada prodaje. Delavke so mu očitale nižanje plač in razsipnost v upravi, on pa je medtem sanjaril o polnih telesih svoje matere, žene in številnih ljubic iz tovarne, oblečenih le v oprijete kombineže. Zaposlene je nagovarjal v nošenje njihovih izdelkov; na oddelku naj bi jih dobile celo zastonj – le da bi jih nosile in tako delale reklamo. S tem naj bi rešile obrat in nadaljevale njegove fantazije.  

### Ibn Ali Ab Sarim Ad Abrami
(približno 1300 besed)
K nevropsihiatru Zgagi je prišel nek gospod Plahuta z nenavadnim problemom – vsak njegov otrok, ki sta ga dobila z ženo, je bil drugačen – tako fizično kot tudi psihično; eden je bil celo zelen in oranžnih oči, druga rdečelasa in sivooka, sedmi otrok po vrsti je bil črnec, zadnja izrazita indijanka, še nerojen sin pa naj bi bil sodeč po ultrazvoku Kitajec. Zdravnik je nato opravil regresijo in ugotovil, da je bil v prejšnjem življenju Ibn Ali Ab Sarim Ad Abrami, šejk na severu Afrike, kjer je imel 228 različnih žena druge polti in rase. 

### Počitnice
(približno 1800 besed)
Silvove sanje so se prelevile v nočno moro. Znašel se je v 'oštariji', kjer je vedno pil teran in se opit naslajal nad natakarico Valerijo, ki se mu je z vsakim kozarcem zdela bolj privlačna. Žena Olivera in njena mati sta ga nato poskušali ozdraviti alkoholizma s knjigo patra Simona Ašiča in medom. Ko je stopil trezen in ozdravljen v gostilno, se mu je Valerija gabila. Po nekaj kozarčkih terana pa je v njej spet videl boginjo lepote in privlačnosti. Kar naenkrat se je zbudil na plaži, kjer je zavrnil čaj z medom, kavo in teran. Poželel si je pivo. Prinesla mu jo je tašča.  

### Noč
(približno 1100 besed)
Zgodba opisuje misli subjekta med nočnim ležanjem. Razmišljal je o vrstah čevljev in zajadral globoko nazaj do dogodka v otroštvu, ko sta z bratom dobila čisto novo obutev. Spominjal se je še drugih dogodkov – vse od prvega kolesa in ure, šole, mame do Dedka Mraza, mrzlih nog po sankanju in bolečine v kazalcu leve roke. Spraševal se je, kakšne spomine bodo imeli njegovi otroci na otroštvo, in ali se ga bodo sploh spominjali, saj se je z njimi v glavnem ukvarjala njihova mati. Po nočnem sprehodu se je usedel za prazno delovno mizo in se pogreznil v spanec. 

### Kolesar
(približno 1000 besed)
Nek moški se je na zelo vroč dan usedel na kolo in se začel peljati po ljubljanskih cestah. Spomnil se je, da si ni nadel čelade oziroma si je sploh ni hotel nadeti. Med vožnjo je razmišljal o sedemčlanski družini, ki je ne more preživljati. Kar naenkrat so mu ptice, ki so letele poleg, začele govoriti, da naj potrpi in še bolj pritiska na pedala ter odide z njimi. Takrat je spustil kolo, se s pticami dvignil nad naselje, še enkrat preletel svoj dom in zakrakal: »Adijo, moji dragi.« Izginil je v nebo. 

### Meteoropat
(približno 1000 besed)
Ker so prejšnji dan napovedali sončno vreme, je pripovedovalec zgodbe preventivno spil napitke in vzel zdravila, da ga ne bi mučila migrena. Ko je odšel ven po časopis, se je zunaj pripravljalo na padavine. Ob deževnih dneh naj bi dobil čir na želodcu, zato se je pripravil na bolečine in vzel še druga zdravila ter izvedel številne zdravilne postopke. Ker je močno deževalo, je za vsak slučaj preselil pohištvo iz spodnjega nadstropja v zgornje. Zdelo se mu je, da ga bo zadel srčni infarkt, zato je že skoraj začel pisati oporoko. Pred spanjem si je v primeru plaza žepe napolnil z zdravili.

### Ležal je pod staro in mogočno jablano
(približno 3600 besed)
Protagonist je ležal pod staro jablano in razmišljal o dogodkih iz otroštva, predvsem zmerjanju pijanega očeta in jezne matere. Misel se mu je ustavila tudi na sosedi Tatjani, ki mu je na starem tramvaju ukradla prvi poljub. Spominjal se je obiska pri zdravniku, ko je izvedel, da ima raka na pljučih. Ker ni hotel iti pod nož, se je odločil, da se bo pozdravil z domačo medicino in zelišči. Hrepenel je po kolesarjenju, zato se je nekega dne usedel na kolo in se odpeljal. Še zadnjič se je spomnil na najlepše novo leto z materjo, nato pa je njegovo telo ogrnil mrtvaški hlad.   

### Jutro
(približno 300 besed)
Zgodba opisuje prehajanje iz ene resničnosti v drugo, iz teme v svetlobo, iz noči v dan. Glavna oseba se je prebudila in poslušala ptičje petje ter opazovala nebo, ki se je izrisalo v svetlobi. Zaslišala je pasji lajež, glas mopeda raznašalca časopisov in prižig starega sosedovega avtomobila. Iz kuhinje je zadišalo po kavi in spet so se začele obveznosti prihajajočega dneva ter vsakodnevne skrbi. Začelo se je jutro.  

### Peron
(približno 1000 besed)
Pripovedovalec je na peronu čakal svojo ljubico, ki jo je srečal v restavraciji blizu term, kjer je delala kot natakarica. Tam je bil na oddihu brez žene in otrok. Izžarevala je kombinacijo idealne ljubice, matere in prijateljice. Takoj, ko jo je spoznal, je vedel, da brez nje ne more živeti. Ko se je odzvala na povabilo in prišla v Ljubljano, sta se poljubila kot mladoporočenca in odšla v hotelsko sobico, kjer sta se predajala strastem ter si izpovedala ljubezen. Ko je prišel čas odhoda, ga je povabila k sebi in mu obljubila, da bo na naslednjem srečanju izvedel njeno ime. 

### Pred volitvami
(približno 800 besed)
Franc Podbregar, nekdanji direktor, predsednik in sekretar, je bil že nekaj let upokojen. Nekega dne mu je med jedjo večkrat zazvonil telefon. Klicali so ga: nekdanja snažilka Marička, traktorist Pišta, hišnik Ludvig in nekdanji predsednik mladinske organizacije Iztok. Vsi so hoteli isto – da bi na volitvah volil za njihovo stranko. Franc je bil jezen, ker mu zaradi njih ni uspelo popiti bele kave in pojesti kruha, masla ter salame. Odločil se je, da bo naslednje leto kandidiral s stranko BKMS – Bela kava z maslom in salamo, saj bo mogoče le tako uspel dokončati svoj obrok.  

### Jožek
(približno 4700 besed)
Jožek in Marija, županova hči, sta bila primorana skrivati svojo nedolžno ljubezen, saj sta bila njuna očeta drugačnih prepričanj - Jožek je bil sin partizana. Očetu je večkrat odnesel skrivno pošto do njihove postojanke, nekoč pa so ga pri dejanju prijeli ministranti iz cerkve. Mučili so ga, da bi jim izdal lokacijo partizanov. Ko je bil zaprt v župnijski cerkvi, je ves čas mislil na domače in Marijo. Ker ni hotel izdati skrivnosti, so ga fantje po dolgem mučenju ubili.

### Ženitni oglas
(približno 900 besed)
Samski Štefan je v dogovorjeni gostilni čakal neko žensko, ki jo je spoznal preko malih oglasov. Podrobneje si jo je ogledal in se odločil, da se bo potrudil zanjo. Naročil je več brezkofeinskih kav s konjakom, ona pa je pila dvojni konjak. Ko sta bila že oba opita, ga je povabila k sebi na večerjo. Ko sta prišla domov, si je ogledal stanovanje in se takoj vrgel nanjo. V pričakujoči nasladi ji je zategnil kravato okoli vratu in stiskal, da so mu skoraj odreveneli prsti. Prebral je časopis z novimi ženitnimi ponudbami, popil dvojni konjak in odšel. 

### Tujec
(približno 1100 besed)
Francisco Jose Jereira je v gostilni nekoč začel vsem zbranim govoriti svojo zgodbo. Rodil naj bi se v letu 1754 v Španiji. Odločil se je, da bo postal mornar na neki ladji. Nekega dne se je začel strašen vihar, ki je razbil njihovo 'štirijambornico'. Naslednje, česar se je spominjal, je bilo to, da se je zbudil v hiši na koncu njihove vasi. Prisotni mu seveda niso verjeli. Tega večera je v vasi nastopilo strašno neurje, ki je poškodovalo vse, le Špančeve koče ne. Vaščani so tam našli pismo, v katerem se je Francisco poslovil, saj je z ladjo odšel v novi svet, v drug kraj in čas. 

### Prehitevanje
(približno 1000 besed)
Zgodba opisuje moškega, ki se je peljal v Postojno, da bi se srečal z nekdanjo ženo. Peljal je zelo hitro, saj je na sestanek že zamujal. Med potjo se je spominjal njunega zakona in napak, ki jih je delala žena. Razmišljal je tudi o prostitutki, v katero se je zaljubil in s katero se je želel poročiti. Kar naenkrat ga je vlačilec potisnil od zid. Pred smrtjo se je pokesal svojih napak v zakonu in mislil na ženo, ki pa ga je čakala s predlogom, da bi ponovno zaživela skupaj in naredila še enega otroka.

### Skodelica kave
(približno 800 besed)
V nekem podjetju so zaposlili delovno in sposobno dekle Adrijano, ki pa je bila do sodelavcev in direktorja zelo vzvišena in hladna. Direktor je z njo opravil vrsto pogovorov, grozil ji je celo z  odpovedjo, vendar ni nič pomagalo. Veliko ji je pomenila le kava, ki je spadala v njen jutranji ritual. Vsak jutro ji jo je doma skuhal soprog Lojze, v službi pa jo je kuhala le sebi. Nekoč je zaradi sestanka pri direktorju zažgala lonček, zato ji je ta naročil, da mora doma vsak dan skuhati kavo za zaposlene. Lojze je tako moral kuhati kavo za dvajset ljudi. 

### Neodposlana pisma
(približno 4700 besed)
V zgodbi so predstavljena pisma, ki jih je pisal Štefan oziroma Pišta, vojak, ki se je boril v prvi svetovni vojni blizu Soče. Pisem, ki jih je pisal ženi in otrokom, ni nikoli poslal zaradi nevarnosti vojne. Pisal jim je o dogodkih na bojišču, o samem boju in drugih vojakih, v vsakem pismu je ženi izpovedoval ljubezen, izražal svoje ljubosumje in spraševal po otrocih. Izvemo tudi, da je bil ranjen in je ostal brez obeh nog. Zaključek prinaša srečen konec, saj se je Pišta živ in zdrav, sicer z nožnima protezama, vrnil k družini.

### Črna panorama
(približno 700 besed)
Sin opisuje očetov odhod v bolnišnico. Imel je hudo sladkorno bolezen, odpovedovalo mu je  srce, zaradi bolezni pa je tudi oslepel. Potem, ko so ga preselili v bolnišnico v Trnovo, ga je sin obiskoval vsak dan. Vedno je bil zelo žejen, skoraj vsakič pa mu je naročil, naj mu prinese črno panoramo. Ta ni vedel kaj hoče, zato je njegovo prošnjo hitro pozabil. Po smrti je sin materi omenil, da mu je oče vedno omenjal neko črno panoramo. Mati mu je povedala, da je bila to očetova najljubša skodelica kave, sina pa je to zelo prizadelo.

## Odzivi v javnosti
Natečaji, nagrade in predvajanja
- nagrada na natečaju revije Sodobnost in Društva slovenskih pisateljev za kratko zgodbo »Jožek« (2006)
- nagrada na natečaju Mediteran za zgodbo »Počitnice«, predvajanje na Literarnem nokturnu Radia Slovenija (2009)
- nagrada na spletnem natečaju Spletno pero z zgodbo »Ženitni oglas«
- nagrajena zgodba »Prehitevanje« in predvajanje na Literarnem nokturnu na natečaju Radia Slovenija  (2006)
- predvajanje zgodbe »Tujec« na Literarnem nokturnu Radia Slovenija (2007)